# Ingénierie patrimoniale
 (novembre 2012).
- Si vous ne connaissez pas le sujet, laissez ce bandeau (vous pouvez alors contacter les auteurs).
- Si vous supprimez le contenu mis en cause (vous pouvez préalablement contacter les auteurs),

argumentez précisément cette suppression dans la page de discussion
(un manque de référence n'est pas un argument ; une recherche réelle de référence doit avoir été effectuée, être formellement documentée).
 (septembre 2012).
L'ingénierie patrimoniale représente la technique employée dans le domaine de la gestion de patrimoine. Elle se définit à ce titre, comme l'expertise au service de la gestion de patrimoine pratiquée dans plusieurs secteurs d'activité (les indépendants, la banque, les assurances, notamment). L'ingénierie patrimoniale est connue des anglo-saxons, qui la désignent par la notion d'asset engineering. Elle se rapproche alors davantage de la gestion d'actifs que de la gestion de patrimoine française.

## Le champ d'application de l'ingénierie patrimoniale
L'ingénierie patrimoniale s'exerce dans le domaine de la gestion de patrimoine. Elle fait appel à des compétences pluridisciplinaires.

### Le droit
Le patrimoine est d'abord, une notion juridique, définie et encadrée par le droit du patrimoine privé. L'ingénierie renvoie donc à la connaissance de différentes branches du droit (droit de la famille, droit des biens et des sûretés, droit fiscal, notamment), et à la maîtrise des techniques que celles-ci mobilisent.

### La finance
Le patrimoine représente également une vision comptable ou financière. Il est dressé sur un bilan (actif et passif), et comptabilise les flux de trésorerie (cash-flow et sorties).[Interprétation personnelle ?]
La finance, comme le droit, ne constitue pas seulement le support du patrimoine. Elle sert aussi, d'outil à l'ingénierie patrimoniale, qui va consister à choisir les meilleurs investissements financiers, selon le ratio rentabilité/risque, et d'après le profil d'investisseur.[Interprétation personnelle ?]

### L'art
L'art peut être, s'il est bien maîtrisé, un outil de gestion et d'optimisation patrimoniale très efficace. Il présente de nombreux avantages fiscaux (en référence à la loi française) et est un des rares produits patrimoniaux à offrir une notion de patrimoine culturel et familial (lien entre générations).
D'après le très reconnu indice du Mei-Moses, intégrer l'art à hauteur de 15 % dans un patrimoine diminue de 30 % le risque global de volatilité. Ces rendements financiers (si les achats sont bien maîtrisés) ont produit entre 2000 et 2010 des résultats de + 40 % d'après le Mei-Moses et de + 50 % d'après l'indice ArtPrice. Un livre qui fait référence sur ce sujet "Art & Patrimoine" a été publié en février 2012.

## La méthode d'ingénierie patrimoniale
Elle met en œuvre une approche globale du patrimoine, au travers de plusieurs phases :
- La découverte : un entretien avec le client permet de définir la situation personnelle et professionnelle de celui-ci, son budget (charges/ressources), sa fiscalité, son patrimoine (actif, passif, et hors bilan). À l'issue, sont déterminés des objectifs hiérarchisés, ainsi que les préoccupations, les souhaits et les réticences du client. Celui-ci par exemple, peut chercher soit à développer son patrimoine, le transmettre, ou dégager un complément de revenus au moment de la retraite, optimiser sa fiscalité.
- L’analyse et les préconisations : un bilan patrimonial global analyse la consistance du patrimoine et sa répartition, et permet d'en déterminer les forces et les faiblesses au regard des objectifs recherchés. Des solutions sont suggérées par la mise en place d’une stratégie. Peuvent être préconisés des investissements particuliers, et/ou d'adapter la structure juridique du patrimoine.
- L’accompagnement du client : le client reçoit des supports écrits ; bilan patrimonial, préconisations. Il bénéficie ensuite d'un suivi régulier, à l’occasion notamment des déclarations fiscales, d’évènements familiaux, etc.